# براندون فيلدز
براندون فيلدز (بالإنجليزية: Brandon Fields)‏ هو لاعب كرة قدم أمريكية أمريكي، ولد في 21 مايو 1984 في ساوثفيلد في الولايات المتحدة.

## وصلات خارجية
- براندون فيلدز على موقع مرجع كرة القدم المحترفة.كوم (الإنجليزية)